# Протести цивільного населення України російській окупації України (2022)
Під час вторгнення Росії в Україну в 2022 році і внаслідок російської окупації міст України мала місце низка випадків ненасильницького опору мирного населення проти окупації. Місцеві жителі організували протести проти російського вторгнення та блокували рух російської військової техніки, у відповідь на що російські військові відкривали попереджувальний вогонь. Є випадки  гибелі та поранення протестувальників, що вважається військовими злочинами.

## Запорізька область
27 лютого містяни Дніпропрудного разом з мером міста вийшли на трасу для блокування російської військової колони.
2 березня поблизу села Водяне Запорізької області місцеві жителі перекрили дорогу російським військам. Відбулися переговори між міським головою Водяного та головою Кам’янки-Дніпровської з представником російської сторони, який запропонував, що якщо військову колону пропустять через населений пункт до місця призначення, тоді ніхто не постраждає; мешканці від цієї пропозиції відмовились. За словами мера сусіднього міста Енергодар, близько 15:30 за місцевим часом російські війська відкрили вогонь по протестувальникам, поранивши двох з них.

### Бердянськ
28 лютого в Бердянську пройшла численна антиросійська акція. Під тиском людей, російські військові були вимушені покинути будівлю міської ради.
Подібні масові антиросійські ходи у березні регулярно повторювалися 
20 березня приблизно 200-250 людей вийшли на мирну акцію протесту проти російської окупації. Люди зібралися на набережній міста. Під час акції вони тримали прапори України, співали пісні. Коли хода дійшла до центральної площі, російські військові почали відкрили вогонь у повітря, почали силове затримання учасників з оглядом їхніх речей. Протестувальникам погрожували прострелити ноги.
Через каральні акції, викрадення та арешти протестувальників, їх катування наприкінці березня щоденні акції протестів припинилися.

### Мелітополь
1 березня в Мелітополі місцеві жителі організували акцію протесту, під час якої пройшли проспектом від площі Перемоги до окупованої російськими військовими будівлі СБУ. Антиросійські мітинги продовжились у наступні дні, незважаючи на заборону зі сторони росіян. 2 березня російські військові відкрили вогонь по мирним протестувальникам, троє людей зазнали травм, один з них — вогнепальне поранення колінного суглобу.
5 березня знову пройшов мирний мітинг з вимогою до російських військових покинути місто. Росіяни відкрили вогонь у повітря, проте це не спинило протестувальників.

### Приморськ
З 2 березня почалися антиросійські протести у Приморську. На початку березня повторювалися на щоденній основі.

### Енергодар
1-2 березня мешканці Енергодару масово вийшли на трасу, щоб зупинити просування колони російських військ.
20 березня жителі Енергодара зібралися на акцію протесту проти затримання російськими військовими цивільних жителів міста. Зібратися на мітинг городян закликав мер міста Дмитро Орлов після викрадення його першого заступника Івана Самойдюка.
21 березня прес-служба Енергоатом у повідомила, що в місто направлено 600 російський омоновців для придушення мирних протестів. 28 березня пройшла протестна акція.
2 квітня російські війська жорстоко розігнали мітинг з застосуванням світошумових гранат, внаслідок було поранено 4 протестувальника. Багато людей затримали та увезли автозаками.
20 травня через викрадення свого очільника на протест вийшли рятувальники. Протест розігнаний силою.
За заявою мера міста Дмитра Орлова більше 50 містян знаходяться у полоні росіян за проукраїнську позицію, до них застосовуються тортури.

### Токмак
07 березня пройшла антиросійська акція у Токмаку.

## Київська область
Протести у Славутичі відбулися 26 березня, оскільки Битва за Славутич загострилася, коли Росія намагалася окупувати місто. З'явилися повідомлення, що російські війська викрали мера Славутича Юрія Фомічева; Зрештою його звільнили якраз вчасно, щоб він мав змогу виступити на мітингу протесту проти російського вторгнення, який відбувся пізніше того ж дня на міській площі. Понад 5000 жителів міста взяли участь у мирній акції протесту, поки її не зірвали російські війська, які почали здійснювати попереджувальні постріли та кидати світлошумові гранати у натовп, поранивши щонайменше одного мирного жителя. Кадри тікаючих від світлошумових гранат протестуючих швидко поширилися в Інтернеті по всьому світу. Напад на неозброєних громадян під час мирної акції протесту може бути визнано військовим злочином.

## Луганська область
5 березня пройшов протест у Марківці і Білокуракиному, 6 березня в Троїцькому, 8-го в Сватовому.

### Старобільськ
У Старобільську Луганської області 2 березня місцеві мешканці перегородили дорогу російським танкам, вийшовши на мітинг із державними прапорами та гімном України. У відповідь росіяни пустили автоматні черги, аби залякати мешканців. Люди відповіли скандуванням слова “убивці!”.

### Новопсков
4 березня, після окупації російськими військами Новопскова Луганської області, місцеві жителі вийшли на акцію протесту під українськими прапорами. Як повідомляє "Українська правда" з посиланням на місцевих жителів, внаслідок стрілянини в протестувальників у Новопскові одна людина отримала поранення.. 5 березня місцеве населення знову протестувало проти російської окупації і по них знову було відкрито попереджувальний вогонь; За словами голови Луганської ОДА Сергія Гайдая, при цьому постраждали троє місцевих жителів.

## Сумська область
25 лютого місто Конотоп було оточено російськими військами. 2 березня на мітингу жителів міста міський голова Артем Семеніхін заявив, що російські військові погрожують обстрілом міста в разі непокори, і запропонував чинити опір. Його пропозиція була зустрінута оваціями натовпу.

## Харківська область
1 березня пройшов антиросійський протест у Куп'янську. Люди закликали російських військових піти з міста.

## Херсонська область
6 березня антиросійська хода пройшла у Каланчаку.
У цей же день, відбувся мітинг кримських татар у Чонгарі.
Кількатисячний антиросійський мітинг пройшов 6 березня у Генічеську.
6 березня пройшов протест в Новоолексіївці.
7 березня понад 3 тисячі людей вийшли на антиросійський мітинг у Чаплинці. Ходу розігнали силою, був відкритий вогонь у повітря.
15 березня пройшла антиросійська акція у Залізному Порту.
Кілька протестів відбулося у березні у Голій Пристані та Олешках.
Декілька мітингів у березні відбулося у Новотроїцькому.

### Херсон
5 березня жителі Херсона вийшли на мітинг з українськими прапорами і скандували, що місто все ще українське і ніколи не буде російським, незважаючи на російську окупацію. Російські військові відкрили попереджувальний вогонь по демонстрантах. Водночас Національна поліція України оприлюднила відео, на якому поліцейський Херсона, тримаючи в руках український прапор, стрибнув на російський БТР, який проїжджав повз мітинг, а місцеві жителі підтримали його вигуками та оплесками. Протестна акція повторилася 6 березня.
Подібні акції на початку березня проходили на щоденній основі.
20 березня протестувальники в Херсоні стикнулись з кількома російськими військовими машинами і наказали їм «їхати додому».
21 березня знову відбулися протести в Херсоні, які були розігнани стрільбою, є поранені серед протестувальників.
24 березня на будівлі міської ради був відновлений прапор України.
10 квітня відбувся мітинг, що був розігнаний силою.
27 квітня жорстко розігнаний протест проти намірів окупаціної влади провести референдум щодо анексії області Росією. Є поранені та затримані.

### Нова Каховка
У березні проходили масові антиросійські ходи у Новій Каховці.
За повідомленням прокуратури Херсонської області, під час мирного мітингу в Новій Каховці 6 березня російські військові відкрили вогонь по мітингувальниках, у результаті чого загинула одна людина, ще семеро були травмовані.

### Каховка
У березні пройшло кілька антиросійських мітингів,перший був 6 березня,де кілька тисяч каховчан вийшли в центр міста з українськими прапорами,не зважаючи на те що місто окуповане з першого дня війни.
13 березня відбувся другий мітинг.
3 квітня відбувся черговий анти-російський мітинг у тимчасово захопленій Каховці, мітинг був зірваний російськими військами.

### Скадовськ
16 березня 2022 року відбувся мирний протест мешканців міста проти викрадення мера Олександра Яковлєва. Згодом, мера було звільнено. Для розгону мирного мітингу окупантами вперше застосовані сльозогінні гранати.
В місті кілька разів знімали прапор Росії, розміщений окупантами біля міської ради.

### Чонгар
6 березня сотні українців з етнічними прапорами кримських татар та українців, на фоні повномасштабного вторгнення російських військ на територію України, вийшли на мітинг у Чонгарі з вимогою деокупації Криму. Вони скандували популярні українські гасла (наприклад, «Слава Україні») та співали гімн України.
|                                                                      | Мешканці Чонгару під прапорами кримських татар і України вимагали від окупантів забиратися з Криму. Бо Крим – це Україна. |
| — повідомляє Центр стратегічних комунікацій та інформаційної безпеки | |